# Viện Ba Lan và bảo tàng Sikorski
Viện Ba Lan và Bảo tàng Sikorski (tiếng Ba Lan: Instytut Polski i Muzeum im. Gen. Sikorskiego Tướng Sikorskiego), được gọi là Viện Sikorski, được đặt theo tên của Tướng Władysław Sikorski, là một bảo tàng và kho lưu trữ tại Luân Đôn để nghiên cứu về cộng đồng người Ba Lan và lịch sử Ba Lan trong Thế chiến II. Đây là một tổ chức phi chính phủ được quản lý bởi các học giả tại cộng đồng người Ba Lan ở Vương quốc Anh, nằm ở số 20 Prince's Gate ohía Tây Luân Đôn, đối diện với Công viên Hyde. Mặc dù Viện gần với các trung tâm thương mại của khu hoàng gia Kensington, nhưng viện lại tọa lạc trong Thành phố Westminster. Năm 1988, viện sáp nhập với Phong trào địa hạ Ba Lan - (tiếng Ba Lan: Studium Polski Podziemnej w Londynie).